# 플랫 앤 스크러그스

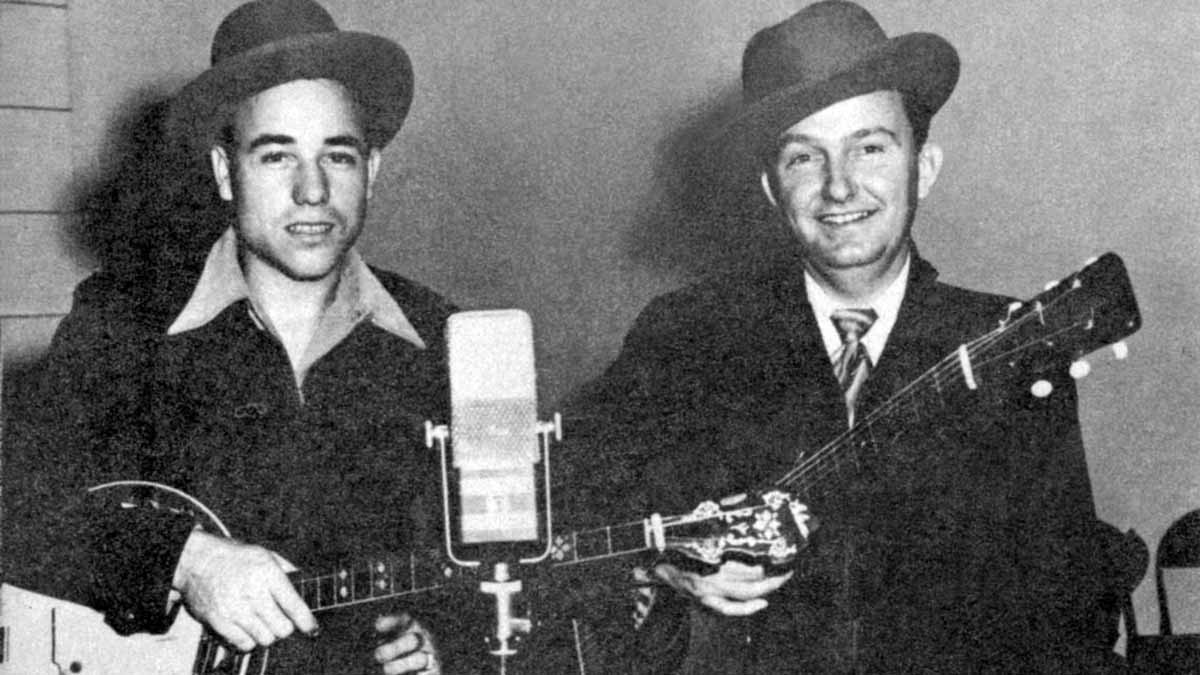
1949년 얼 스크럭스(왼쪽)와 레스터 플랫(오른쪽)

플랫 앤 스크러그스(Flatt & Scruggs)는 미국의 음악 그룹이다. 빌 먼로가 블루그래스의 창시자라면 그들의 고향인 시골의 산 구석에서 도시까지 진출해 만인의 인정을 받게 한 것은 이 팀이라고 할 수 있다. 레스터(가수 및 기타리스트.)는 1914년에 테네시주에서 태어났으며, 들을수록 맛이 나는 아름답고 부드러운 목소리와 능숙한 멜로디의 구사는 참으로 놀랄 만하다. 얼은 1924년에 노스캐롤라이나주에서 태어났으며, 블루그래스 스타일의 주법을 만들어낸 악기의 명수이다. 두 사람이 모두 빌 먼로의 블루그래스 보이스에서 연마하는 동안 서로 뜻이 맞아 1948년에 독립한 뒤, 포기 마운틴 보이스를 결성하여 활동하였다. 1962년과 1963년 경부터는 팝 포크의 요소를 채택하여 포크 블루그래스라고 하는 새로운 스타일을 확립시켰다. 대표곡으로는 효성이 지극한 소년의 이야기인 《신문팔이 지미 소년》, 레스터와 마크 와이즈맨의 듀엣을 즐길 수 있는 블루그래스 발라드 《다시 만날 날까지》, 레스터가 저음으로 유머러스하게 부르는 TV영화 주제곡 《말괄량이 억만장자》, 그리고 포크 그래스적인 것으로는 《5백 마일》, 《나의 조국》 등이 있고, 얼의 밴조 곡으로는 《포기 마운틴 블레익다운》, 《얼의 블레익다운》, 《플린트 힐 스페셜》 등의 다수가 있다.